# 朱杖子乡
朱杖子乡，是中华人民共和国河北省秦皇岛市青龙满族自治县下辖的一个乡镇级行政单位。

## 行政区划
朱杖子乡下辖以下地区：
朱杖子村、吕家沟村、焦杖子村、卧龙池村、老李洞村、前白枣山村、后白枣山村、庙上村和陈杖子村。